# Liste der Baudenkmale in Calberlah
In der Liste der Baudenkmale in Calberlah sind alle Baudenkmale der niedersächsischen Gemeinde Calberlah aufgelistet. Die Quelle der  Baudenkmale ist der Denkmalatlas Niedersachsen. Der Stand der Liste ist der 14. Januar 2023.

## Allgemein
In den Spalten befinden sich folgende Informationen:
- Lage: die Adresse des Baudenkmales und die geographischen Koordinaten. Kartenansicht, um Koordinaten zu setzen. In der Kartenansicht sind Baudenkmale ohne Koordinaten mit einem roten Marker dargestellt und können in der Karte gesetzt werden. Baudenkmale ohne Bild sind mit einem blauen Marker gekennzeichnet, Baudenkmale mit Bild mit einem grünen Marker.
- Bezeichnung: Bezeichnung des Baudenkmales
- Beschreibung: die Beschreibung des Baudenkmales. Unter § 3 Abs. 2 NDSchG werden Einzeldenkmale und unter § 3 Abs. 3 NDSchG Gruppen baulicher Anlagen und deren Bestandteile ausgewiesen.
- ID: die Objekt-ID des Baudenkmales
- Bild: ein Bild des Baudenkmales, ggf. zusätzlich mit einem Link zu weiteren Fotos des Baudenkmals im Medienarchiv Wikimedia Commons. Wenn man auf das Kamerasymbol klickt, können Fotos zu Baudenkmalen aus dieser Liste hochgeladen werden:

## Calberlah

### Einzelbaudenkmale
| Lage                                         | Bezeichnung               | Beschreibung | ID       | Bild |
| -------------------------------------------- | ------------------------- | --- | -------- | ---- |
| Berliner Straße 52° 25′ 23″ N, 10° 36′ 57″ O | Kriegerdenkmal            | Eingefriedete Grünfläche mit Obelisk als Denkmal für Gefallene des Ersten Weltkrieges, Gedenktafeln in Erinnerung an Gefallene des Zweiten Weltkrieges, Gedenkstein 1913 und Baumbestand, sowie Einfriedung mit Baumbestand. | 33924063 |      |
| Hauptstraße 2 52° 25′ 29″ N, 10° 36′ 39″ O   | Wohn-/ Wirtschaftsgebäude | Niederdeutsches Hallenhaus in Vierständerbauweise unter Halbwalmdach mit Schopfwalm. Wohnteil zweigeschossig in Stockwerksbauweise, Wirtschaftsteil eingeschossig in Ständerbauweise mit zurückliegender außermittiger Längseinfahrt. | 33924084 | BW   |
| Hauptstraße 11 52° 25′ 28″ N, 10° 36′ 48″ O  | Wohn-/ Wirtschaftsgebäude | Eingeschossiges giebelständiges Querdielenhaus als Ziegelbau mit Fachwerkdrempel auf Osttraufenseite mit Zwerchhaus aus Fachwerk unter Satteldach. Ziegelfassaden horizontal durch gedoppelte gelbe Klinkerbänder, die ober- und unterhalb der Segmentbogenfenster verlaufen. Deutsches Band als horizontales Mauerwerksfries sowie Ortgangzier am straßenseitigen Giebel. | 33924106 | BW   |
| Hauptstraße 14 52° 25′ 21″ N, 10° 36′ 53″ O  | Wohn-/ Wirtschaftsgebäude | | 33924130 | BW   |
| Hauptstraße 33 52° 25′ 19″ N, 10° 37′ 11″ O  | Wohn-/ Wirtschaftsgebäude | Eingeschossiges traufständiges Wohn-/Wirtschaftsgebäude mit Drempel auf niedrigem Backsteinsockel unter Krüppelwalmdach. Giebel mit Ziegelbehang, außermittige Längseinfahrt im Osten. Wirtschaftsgiebel in Stockwerksbauweise, oberer Teil leicht hervorkragend. | 33924154 | BW   |
| Im Winkel 52° 25′ 25″ N, 10° 36′ 51″ O       | Kapelle                   | Die Alte Kapelle Calberlah ist ein kleiner Saalbau in Feldsteinmauerwerk, verputzt, unter Satteldach mit dreiseitig polygonalen östlichen Abschluss, im Westen Fachwerkanbau mit Dachreiter als Glockenturm über dem Westgiebel. | 33924202 |      |
| Im Winkel 16 52° 25′ 26″ N, 10° 36′ 40″ O    | Wohn-/ Wirtschaftsgebäude | Eingeschossiges Fachwerk-Hallenhaus in Dreiständerbauweise unter Halbwalmdach mit Schopfwalm und außermittigen Längseinfahrt im Osten. Innere Gliederung mit Kammerfach, querliegendem Flett und große Diele in Längsrichtung. | 33924178 | BW   |

## Allenbüttel

### Einzelbaudenkmale
| Lage                                        | Bezeichnung | Beschreibung | ID       | Bild |
| ------------------------------------------- | ----------- | --- | -------- | ---- |
| Mühlenstraße 2 52° 23′ 32″ N, 10° 37′ 50″ O | Schule      | Eingeschossiger Fachwerkbau mit Ziegelausfachung auf niveauausgleichendem Sockel, teilweise in Bruchstein, teilweise in Backstein erneuert, unter Halbwalmdach. Traufseitige Eingangstür sowie Tor mit Giebelüberdachung. Südfassade massiv. | 33923800 |      |

## Allerbüttel

### Gruppe: Dorfstraße 10
Die Gruppe hat die ID 33919654. Gesamtanlage mit Wohnhaus mit Gaststätte und Saalbau, Stall und Scheune.

| Lage                                      | Bezeichnung | Beschreibung | ID       | Bild |
| ----------------------------------------- | ----------- | --- | -------- | ---- |
| Dorfstraße 10 52° 25′ 8″ N, 10° 38′ 15″ O | Wohnhaus    | Zweigeschossiger traufständiger unterkellerter Ziegelbau auf hohen Sockel unter Krüppelwalmdach. Straßenseitiger Mittelrisalit mit Fachwerkgiebel, Ziegelfassaden mit Putzdekor in Jugendstilformen.                                                | 33923896 |      |
| Dorfstraße 10 52° 25′ 7″ N, 10° 38′ 14″ O | Stall       | Eineinhalbgeschossige giebelständige Stallscheune mit Längseinfahrt unter Krüppelwalmdach, bis auf den hofseitigen Fachwerkdrempel massiv aus rotem Backstein.                                                                                      | 33923946 | BW   |
| Dorfstraße 10 52° 25′ 7″ N, 10° 38′ 14″ O | Scheune     | Eineinhalbgeschossige Scheune mit Längsdurchfahrt unter Krüppelwalmdach. Massiv aus rotem Backstein, Ostgiebel sowie Drempel hofseitig in Fachwerk.                                                                                                 | 33923970 | BW   |
| Dorfstraße 10 52° 25′ 7″ N, 10° 38′ 16″ O | Saalbau     | Eingeschossiger traufständiger Ziegelbau unter Satteldach mit Ziegelziersetzungen am Ortgang und gleichmäßig angeordneten hohen Fenstern unter Segmentbogen an den Traufenseiten. Tw. ausgebautes DG, verandaähnlicher Vorbau am Eingang im Norden. | 33923922 | BW   |

### Einzelbaudenkmale
| Lage                                       | Bezeichnung | Beschreibung | ID       | Bild |
| ------------------------------------------ | ----------- | --- | -------- | ---- |
| Dorfstraße 9 52° 25′ 13″ N, 10° 38′ 19″ O  | Wohnhaus    | Zweigeschossiges traufständiges Fachwerkwohnhaus auf Sandsteinsockel unter Halbwalmdach. Nord- und Südfassade mit Resten eines Schieferbehangs versehen. Symmetrische Gliederung der traufenseitigen Fassade mit mittiger doppelflügeliger Eingangstür mit Oberlicht. | 33923824 | BW   |
| Dorfstraße 20 52° 25′ 13″ N, 10° 38′ 22″ O | Schule      | Eingeschossiger traufständiger Fachwerkbau auf niedrigen Sandsteinsockel unter Satteldach mit mittigen Dachreiter als Uhrenturm und Freigespärre an den Giebelseiten, straßenseitige Eingänge.                                                                        | 33923994 | BW   |

## Wettmershagen

### Gruppe: Gutshof Wettmershagen
Die Gruppe hat die ID 33919686. Gutskomplex mit Herrenhaus, zwei Scheunen, zwei Stallgebäuden und der Hofpflasterung.

| Lage                                     | Bezeichnung | Beschreibung | ID       | Bild |
| ---------------------------------------- | ----------- | --- | -------- | ---- |
| Rittergut 1 52° 23′ 54″ N, 10° 38′ 57″ O | Scheune     | Eingeschossiger Fachwerkbau mit Ziegelausfachung, tw. erhaltene Lehmausfachung, auf Bruchsteinsockel unter Krüppelwalmdach mit seitlicher Längsdurchfahrt. Giebeltrapeze mit Ziegelbehang. Auf Ostseite jeweils zwei übereinanderliegende langgezogene Schleppgauben mit Lüftungsgittern. | 33924329 | BW   |
| Rittergut 1 52° 23′ 53″ N, 10° 39′ 1″ O  | Scheune     | Zweigeschossiger massiver langgestreckter Ziegelbau unter Satteldach. Fassaden mit symmetrischer Lisenengliederung und deutschem Band zwischen den Geschossebenen. Aufstockung vermutlich nachträglich, OG mit Wellfaserzementplatten behängt. Mittige Längsdurchfahrt.                   | 33924357 | BW   |
| Rittergut 1 52° 23′ 52″ N, 10° 38′ 58″ O | Herrenhaus  | Zweigeschossiger teilunterkellerter Fachwerkbau unter Walmdach bzw. Krüppelwalmdach. Baukörper ist zweiteilig. Klar gegliederte Fachwerkfassaden mit tw. gekuppelten Ständern und Fußbändern. Teil der Südfassade und Westfassade massiv bzw. verputzt.                                   | 3924274  | BW   |
| Rittergut 1 52° 23′ 51″ N, 10° 38′ 58″ O | Stall       | Südlich an Herrenhaus anschließender eingeschossiger Ziegelbau unter Halbwalmdach, mit hofseitigen Zwerchhäusern mit Ladeerker unter Satteldach. Im Kern vermutlich aus erster Hälfte 18. Jh. mit um 1900 veränderten Außenmauern.                                                        | 33924432 | BW   |
| Rittergut 1 52° 23′ 50″ N, 10° 38′ 58″ O | Stall       | Eingeschossiger Ziegelbau unter Halbwalmdach, mit hofseitig mittigem Zwerchhaus mit Ladeerker und giebelseitigen Lisenen. Südseitige Segmentbogenfenster zugemauert. | 33924407 | BW   |

### Einzelbaudenkmale
| Lage                                                | Bezeichnung                      | Beschreibung | ID       | Bild           |
| --------------------------------------------------- | -------------------------------- | --- | -------- | -------------- |
| Alte Dorfstraße 52° 23′ 49″ N, 10° 38′ 59″ O        | Kirche Sankt Johannes der Täufer | Vierjochiger Saalbau mit Westturm aus Bruchsteinmauerwerk, verputzt unter nach Osten abgewalmten Satteldach. Über ehemaligen Westturm quadratischer Dachreiter, eingeschossiger Anbau unter Satteldach im Nordwesten. Auf Südseite tw. steinernes Hauptgesims erhalten, auf Nordseite nur fragmentarisch. Zwei Strebepfeiler stützen die Südwand nahe dem Turm. Haupteingang mit alter zweiflügeliger Tür aus dem 17. Jh. | 33924226 | Weitere Bilder |
| Fallerslebener Straße 7 52° 23′ 47″ N, 10° 39′ 2″ O | Wohnhaus                         | Eingeschossiger traufständiger Fachwerkbau auf hohem Bruchsteinsockel unter Dreiviertelwalm. Giebeltrapeze leicht vorkragend, vertikale Holzverschalung des Giebeltrapezes im Westen. Kleiner Fachwerkanbau im Nordwesten. | 33924250 | BW             |